# Jasper Ridley
Jasper Ridley (West Hothly, Sussex, 25. svibnja 1920. – 1. srpnja 2004.), britanski književnik
Studirao pravo na Sorboni (Pariz) i Magdalen Collegeu (Oxford). Odvjetnik, pisac i političar. Oženjen je Verom Pollakovom iz Praga, ima dva sina i kćer. Doživotni predsjednik engleskog PEN-a od 1985. godine. Bio je aktivan u socijalističkom pokretu Velike Britanije 1937-1972. godine. Radi kao odvjetnik 1946. – 1952., nakon čega se posvetio književnom radu. Napisao niz biografija značajnih povjesnih osoba, koje su prevođene na više jezika. 
Uz knjige, napisao je i niz scenarija za emisije BBC-a o značajnim povjesnim osobama: 
- Lord Palmerston, 1970.
- Mary Tudor, 1973.
- Garibaldi, 1974.
- Napoleon III and Eugenie, 1979.
- History of England, 1980.
- The statesman and fanatic, 1982.
- Henry VIII, 1984.
- Elisabeth I, 1987.
- Mussolini, 1997.

Biografija Tito objavljena je u Londonu 1994. (broširano izdanje 1996). Prevedena je na talijanski, španjolski, češki, bugarski, srpski (izdana u Novom Sadu 1998.), hrvatski (izdavač Prometej, Zagreb, 2000.) i još neke jezike.